# Колчин, Питер
Питер Колчин (англ. Peter Kolchin, 3 июня 1943, Вашингтон — 13 января 2025) — американский историк, сфера научных интересов которого охватывала темы рабовладения в США, американской гражданской войны и реконструкции Юга, а также компаративные исследования института рабства (англ. slavery studies). Лауреат Премии Бэнкрофта, присуждаемой попечителями Колумбийского университета в Нью-Йорке, и ещё нескольких научных наград за книгу «Принудительный труд: американское рабство и российское крепостничество» (англ. Unfree Labor: American Slavery and Russian Serfdom, 1987). 

## Биография
Родился в Вашингтоне (округ Колумбия) 3 июня 1943 года, когда его отец, Эллис Роберт Колчин, служил в Военно-морских силах США. Вырос в нью-йоркском районе Верхний Вест-Сайд, посещал частную школу Уолдена в том же районе. В возрасте 11 лет провёл год во Франции, спустя несколько лет вместе с отцом, матерью (Кейт Уэйл Колчин) и сестрой-близнецом Кэрролл совершил автобусный тур по Советскому Союзу. В 1963 году принял участие в «Марше на Вашингтон за рабочие места и свободу».
В 1964 году получил степень бакалавра (B.A.) истории в Колумбийском университете. Впоследствии приостановил учёбу в аспирантуре, чтобы принять участие в президентской избирательной кампании Юджина Маккарти 1967—1968 годов.
В 1970 году получил степень доктора философии (Ph.D.) по американской истории в Университете Джонса Хопкинса (Балтимор), где работал под руководством Дэвида Дональда. В 1972 году докторская диссертация П. Колчина была издана под названием «Первая свобода: реакция чернокожих жителей Алабамы на освобождение и реконструкцию» (англ. First Freedom: The Responses of Alabama’s Blacks to Emancipation and Reconstruction).
В начальный период своей карьеры преподавал в Калифорнийском университете в Дейвисе (1968—1969), Висконсинском университете в Мадисоне (1969—1975) и Университете Нью-Мексико в Альбукерке (1976—1985). Весной 1985 года работал приглашённым профессором истории в Гарвардском университете. В 1985 году начал преподавать на историческом факультете Делавэрского университета.
Был удостоен ряда научных наград за изданную в 1987 году книгу «Принудительный труд: американское рабство и российское крепостничество» — Премии Чарльза С. Сиднора от Южной исторической ассоциации, Премии Бэнкрофта, вручаемой попечителями Колумбийского университета, и Премии Эвери О. Крейвена от Организации американских историков.
Третья книга П. Колчина «Американское рабство, 1619—1877» (англ. American Slavery, 1619-1877) была выпущена в 1993 году в рамках авторитетной серии American Century Series (под редакцией Эрика Фонера). Неожиданная популярность этой работы, вызванная возрастающим интересом публики к исследованиям института рабства (англ. slavery studies) и истории афроамериканского сообщества, привела к публикации переиздания в 2003 году. За труд «Американское рабство, 1619—1877» П. Колчин получил Премию «За выдающуюся книгу» от Центра Густава Майерса по изучению прав человека в Северной Америке. Журнал The New Yorker назвал исследование «удивительным достижением»: «Ни одна историческая книга, опубликованная в этом году, не имеет большего значения для понимания прошлого и настоящего Америки, чем этот лаконичный, хорошо написанный и разумно аргументированный обзор величайшего позора Америки».
В 2002 году историк удостоился Премии Фрэнсиса Элисона — высшей награды для преподавателей Делавэрского университета, учреждённой Советом попечителей и вручаемой в знак признания научной эрудиции, профессиональных достижений и преданности делу профессорско-преподавательского состава.
В 2003 году также была издана четвёртая работа П. Колчина — «Сфинкс на американской земле: Юг девятнадцатого века в сравнительной перспективе» (англ. A Sphinx on the American Land: The Nineteenth Century South in Comparative Perspective). Эта публикация представляет собой переработанную версию трёх лекций из цикла «Лекции Уолтера Линвуда Флеминга», прочитанных в апреле 2000 года в Университете штата Луизиана.
Больше дюжины докторантов защитились в Делавэрском университете под руководством П. Колчина. В 2015 году несколько его бывших студентов воздали должное своему бывшему научному руководителю в сборнике статей «Новые направления в исследованиях рабства» (англ. New Directions in Slavery Studies), редакторами которого выступили Джефф Форрет и Кристина Сирс. Обсуждая научный авторитет П. Колчина, Д. Форрет и К. Сирс отметили: «Мало кто из практикующих сегодня историков рабства избежал влияния работ Колчина».
Последняя книга исследователя — «Освобождение: отмена и последствия американского рабства и российского крепостничества» (англ. Emancipation: The Abolition and Aftermath of American Slavery and Russian Serfdom) — была выпущена в 2024 году.